# Monteverdi (automobile)
Monteverdi est un constructeur automobile suisse, créé en 1967 par Peter Monteverdi. La société était implantée à Binningen, près de Bâle en Suisse. 

## Histoire

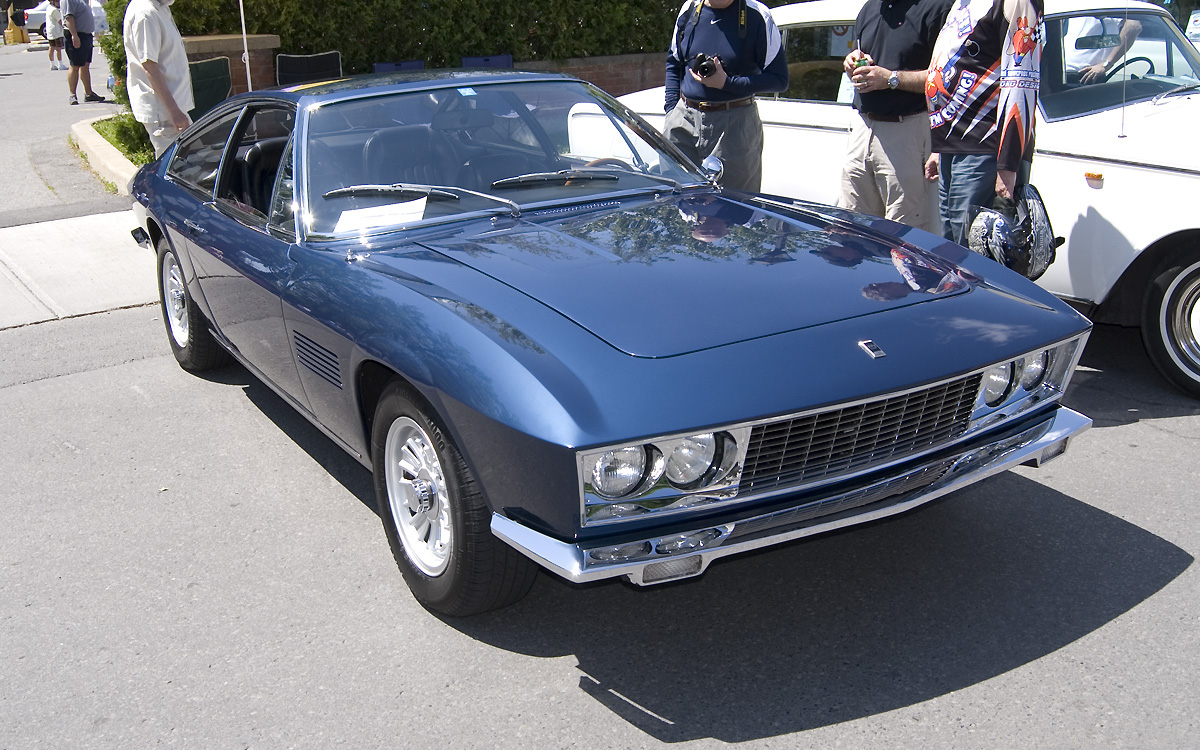
1971 Monteverdi «High-Speed»

Le père de Peter Monteverdi était un concessionnaire de marques de prestige comme Ferrari, BMW et Lancia. Il fut le plus jeune concessionnaire Ferrari au monde. Plus tard, il représentera aussi les marques Jensen, Rolls-Royce et Bentley, Peter Monteverdi s'est lancé dans le milieu des années 1950 dans la construction automobile, sa spécialité était les voitures de course. Il commença par fabriquer des pièces uniques ou en nombre ultra limité, vu son activité artisanale et ses faibles capacités de fabrication. Il vendait ses modèles sous la marque MBM. Il se distingua ensuite par la modification de carrosserie originale d'une Ferrari Monza de 1958, sur commande d'un riche client britannique qui fit restaurer sa voiture en 1990 en demandant à Ferrari de lui remettre la carrosserie originelle de la marque.
En 1965, à la suite d'un conflit, il y eut rupture des relations commerciales entre le prestigieux constructeur italien et son représentant suisse. Peter Monteverdi décide alors de se lancer dans la construction de voitures sportives de luxe pour concurrencer Ferrari. Il utilise la marque encore MBM puis, vraisemblablement sur les conseils du rédacteur en chef de la revue suisse Automobil Revue, (un des rares conseils qu'il ait jamais suivis...) il opte pour le nom « Monteverdi » comme marque officielle de son activité.
Entre 1967, année de création de sa société et 1984, année de sa faillite, Monteverdi lancera 8 modèles. Certains auront plusieurs variantes et améliorations selon les remarques des clients. Il présentera aussi quelques études et prototypes qui resteront sans suite.
Après sa faillite en 1984, les ateliers furent transformés en musée "Monteverdi Car Collection". Au début, n'ayant quasiment que le solde des invendus de son dernier modèle, le musée abritait des modèles de concurrents, notamment de très nombreux exemplaires d'Iso Rivolta Grifo qui avaient inspiré Peter Monteverdi. Depuis 1990, ayant racheté un exemplaire de chacun des modèles fabriqués en très petite quantité, le musée expose les seuls modèles Monteverdi, des originaux ou des copies.
Sa première voiture sera, en 1966, un coupé GT 4 places, dû au projet de Pietro Frua, très inspiré de la Maserati Ghibli, la High Speed 375S équipée d'un moteur Chrysler.
En 1990, Peter Monteverdi dont la fortune n'a jamais été affectée par la faillite de sa société, rachète l'écurie de course Onyx Grand Prix. Ses mauvais choix dans les recrutements de ses collaborateurs l'obligeront à fermer un an plus tard. En 1992, il essaie de reprendre la production automobile avec une « voiture de course civile » ; une formule 1 pour la route, la Monteverdi Hai 650 F1 qui restera au stade de prototype.

## Liste des modèles
- MBM Special (1950-1952)
- MBM Tourismo (1956-1960)
- Monteverdi High Speed 375S (1967)
- Monteverdi High Speed 375L (1969)
- Monteverdi High Speed 375C (1970)
- Monteverdi High Speed 375/4 (1970)
- Monteverdi 2000 GTI (1969)
- Monteverdi Hai 450 SS (1970)
- Monteverdi Sierra (1977)
- Monteverdi Safari (1976)
- Monteverdi Sahara (1978)
- Monteverdi Tiara (1981)
- Monteverdi Hai 650 F1 (1992)